# Psyllaephagus calligonicola
Psyllaephagus calligonicola är en stekelart som beskrevs av Svetlana N. Myartseva 1978. Psyllaephagus calligonicola ingår i släktet Psyllaephagus och familjen sköldlussteklar.
Artens utbredningsområde är Turkmenistan. Inga underarter finns listade i Catalogue of Life.